# Cacatua-negra-de-carnaby
A cacatua-negra-de-carnaby (Zanda latirostris), também conhecida como cacatua-negra-de-bico-curto, é uma grande cacatua preta (gênero Zanda [en]) endêmica do sudoeste da Austrália. Ela foi descrita em 1948 pelo naturalista Ivan Carnaby [en]. Medindo 53-58 cm de comprimento, ela tem uma crista curta no topo da cabeça. Sua plumagem é predominantemente preta-acinzentada, com manchas brancas proeminentes nas bochechas e uma faixa branca na cauda. As penas do corpo têm bordas brancas, dando uma aparência recortada. Os machos adultos têm um bico cinza-escuro e anéis oculares cor-de-rosa. As fêmeas adultas têm um bico esbranquiçado, anéis oculares cinza e manchas nas orelhas que são mais pálidas do que as dos machos.
Essa cacatua geralmente põe uma ninhada de um a dois ovos. A fêmea geralmente leva de 28 a 29 dias para incubar os ovos e os filhotes aprendem a voar de 10 a 11 semanas após a eclosão. Os filhotes ficam com a família até a próxima estação de reprodução e, às vezes, até mais. A família abandona o local de nidificação depois que os filhotes se reproduzem até o ano seguinte. Ela forma bandos quando não está se reproduzindo, sendo que as aves de habitats mais secos geralmente são mais migratórias do que as de habitats mais úmidos. Ela voa com batidas de asas profundas e lentas, geralmente no alto das árvores. As sementes de plantas das famílias Proteaceae e, em menor escala, Myrtaceae formam uma grande parte de sua dieta.
A cacatua faz seus ninhos em buracos situados no alto de árvores com diâmetros razoavelmente grandes, geralmente eucaliptos. Com a perda de grande parte de seu habitat devido ao desmatamento e ao desenvolvimento de terras e ameaçada por mais destruição de habitat, a cacatua-negra-de-carnaby está listada como espécie em perigo de extinção pelos governos da Austrália e da Austrália Ocidental. Também é classificada como em perigo de extinção pela União Internacional para a Conservação da Natureza (IUCN). Como a maioria dos Psittaciformes, ela é protegida pela CITES, um acordo internacional que torna ilegal o comércio, a exportação e a importação de espécies selvagens listadas.

## Taxonomia e nomeação
A cacatua-negra-de-carnaby e a  cacatua-negra-de-baudin já foram conhecidas coletivamente como cacatua-negra-de-cauda-branca (Calyptorhynchus baudinii) até serem formalmente classificadas como espécies separadas. Em um relatório de 1933 sobre as aves do Lago Grace, o naturalista da Austrália Ocidental Ivan Carnaby escreveu sobre uma população distinta de cacatuas-negras-de-cauda-branca. Essas aves viviam em mallee e planícies de areia, usando seus grandes bicos para abrir vagens de sementes lenhosas; a forma típica tinha um bico longo e estreito que era usado para extrair sementes de eucalipto das vagens de  Corymbia calophylla. Ele classificou a forma de bico grande como uma subespécie da cacatua-negra-de-cauda-branca em 1948, dando-lhe o nome de Calyptorhynchus baudinii latirostris. O epíteto específico latirostris vem do latim latus “largo” e rostrum “bico”. O espécime holótipo é de Hopetoun, Austrália Ocidental [en].
Entre as cacatuas-negras, as duas espécies de cauda branca da Austrália Ocidental, juntamente com a  cacatua-negra-de-cauda-amarela (Z. funerea) do leste da Austrália, formam o gênero Zanda. As duas espécies de cauda vermelha, a cacatua-negra-de-cauda-vermelha (C. banksii) e a  cacatua-preta-brilhante (C. lathami), formam o gênero Calyptorhynchus. As três espécies de Zanda eram anteriormente incluídas em Calyptorhynchus (e ainda o são por algumas autoridades), mas agora são amplamente colocadas em um gênero próprio devido a uma profunda divergência genética entre os dois grupos. Os dois gêneros diferem na cor da cauda, no padrão da cabeça, nos chamados de súplica por alimentos e no grau de dimorfismo sexual. Os machos e as fêmeas de Calyptorhynchus diferem acentuadamente na aparência, enquanto os de Zanda têm plumagem semelhante.
As três espécies do gênero Zanda têm sido consideradas como duas e depois como uma única espécie por muitos anos. Durante a década de 1970, o ornitólogo australiano Denis A. Saunders [en] analisou os dois táxons de cauda branca e descobriu que a cacatua-negra-de-baudin também tem uma asa mais longa e um crânio mais largo e mais alto do que a cacatua-negra-de-carnaby. Além disso, não houve sobreposição na faixa de comprimentos do cúlmen (bico). Em um artigo de 1979, Saunders destacou a semelhança entre a cacatua-de-bico-curto e a raça do sul xanthanotus da cacatua-negra-de-cauda-amarela e as tratou como uma única espécie, com a de bico longo como uma espécie distinta. Ele propôs que a Austrália Ocidental havia sido colonizada em duas ocasiões distintas, uma vez por um ancestral comum de todas as três formas (que se tornou a cacatua-negra-de-bico-longo) e, mais tarde, pelo que se tornou a cacatua-negra-de-bico-curto. Uma análise de aloenzimas proteicas publicada em 1984 revelou que as duas formas da Austrália Ocidental são mais intimamente relacionadas entre si do que com a cacatua-negra-de-cauda-amarela, e o consenso desde então tem sido tratá-las como três espécies separadas.
As duas espécies de cauda branca eram chamadas de cacatua-negra-de-bico-curto e cacatua-negra-de-bico-longo em trabalhos científicos, mas eram chamadas de cacatua-negra-de-carnaby e cacatua-negra-de-baudin na Austrália Ocidental. Por isso, os ornitólogos Leslie Christidis [en] e Walter Boles pressionaram para que os dois últimos nomes fossem usados. A International Ornithologists' Union aceitou essa sugestão e usa esses nomes como seus nomes comuns oficiais.
O povo Noongar local não fazia distinção entre a cacatua-negra-de-carnaby e cacatua-negra-de-baudin. Os nomes Nyungar registrados incluem ngolyenok, ngoolyoo (de Northampton [en]) e G'noo-le-a (de Geraldton).

## Descrição

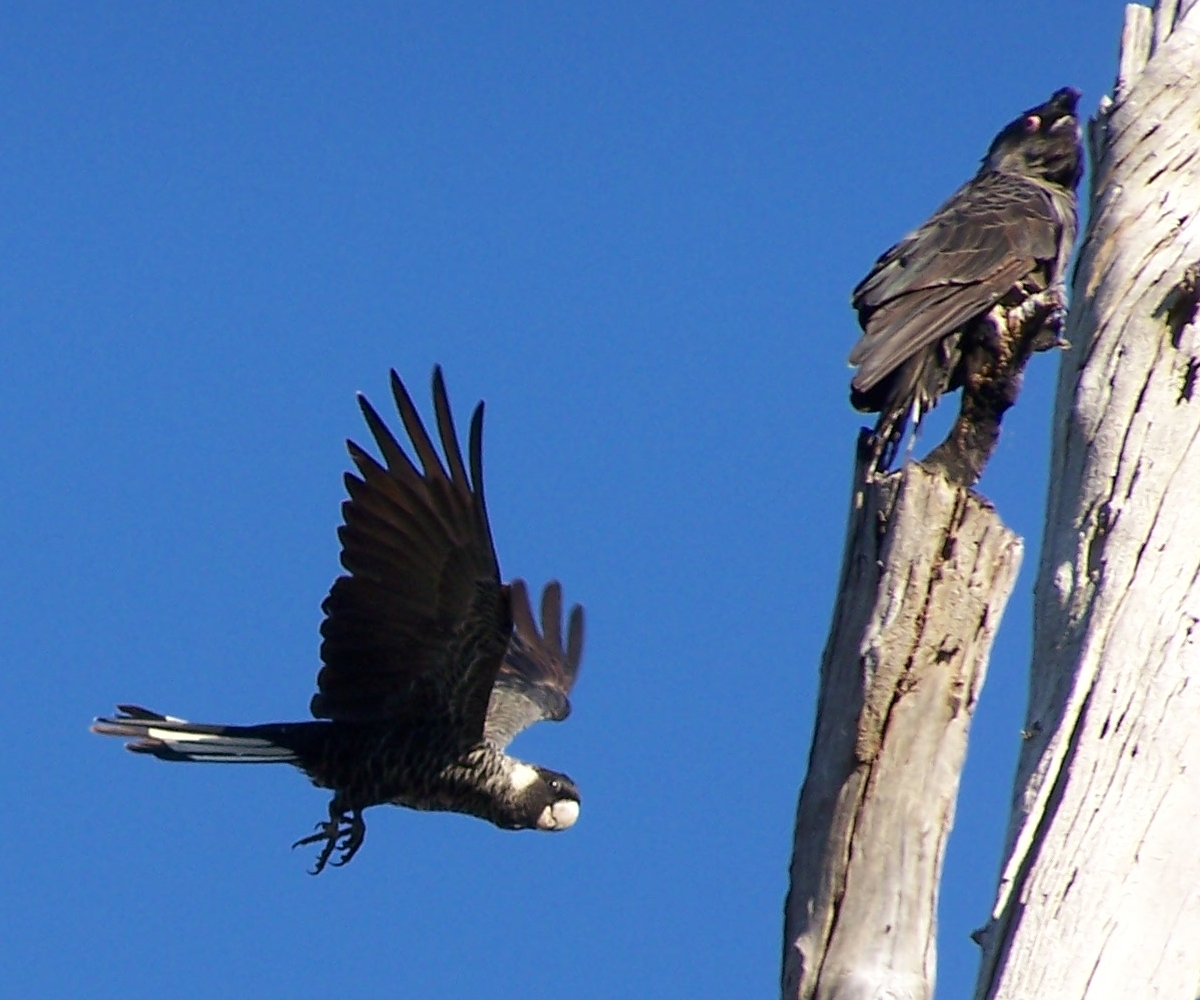
Fêmea voando e macho empoleirado na árvore.

A cacatua-negra-de-carnaby mede 53-58 cm de comprimento, com 110 cm de envergadura e pesa de 520 a 790 gramas. Sua coloração é predominantemente preta- acinzentada, com um estreito recorte cinza-claro produzido por margens estreitas e esbranquiçadas nas pontas das penas escuras. O recorte é mais proeminente no pescoço. Possui uma crista de penas de 2,5 a 3 cm de comprimento na cabeça, formando uma crista curta que pode ser levantada e abaixada, e uma proeminente mancha de penas esbranquiçadas na bochecha. As penas laterais da cauda são brancas com pontas pretas, e as penas centrais da cauda são todas pretas. As íris são marrom-escuras e as pernas marrom-acinzentadas. Seu bico é mais curto e mais largo do que o da cacatua-negra-de-baudin, que tem parentesco próximo e é semelhante; muitas vezes é difícil distinguir as duas no campo.
O macho adulto tem um bico cinza-escuro e anéis oculares rosa. A fêmea adulta tem um bico esbranquiçado, anéis oculares cinza e manchas nas orelhas que são mais brancas e mais distintas do que as do macho. As penas das partes inferiores e das coberteiras inferiores das asas têm margens brancas maiores do que as do macho, levando a um padrão mais recortado em sua plumagem. Suas pernas e pés são um pouco mais claros do que os do macho. A ecdise parece ocorrer em estágios no final do verão - em algum momento entre janeiro ou fevereiro e abril ou maio - e é pouco compreendida.
Os filhotes têm um bico esbranquiçado, anéis oculares cinza e menos branco nas penas da cauda. Eles também podem ser distinguidos por seus constantes chamados de súplica. Não é possível distinguir os sexos até que o bico do macho comece a escurecer. Isso começa quando o macho tem cerca de um ano de idade e se completa algum tempo depois dos dois anos de idade.

## Distribuição e habitat

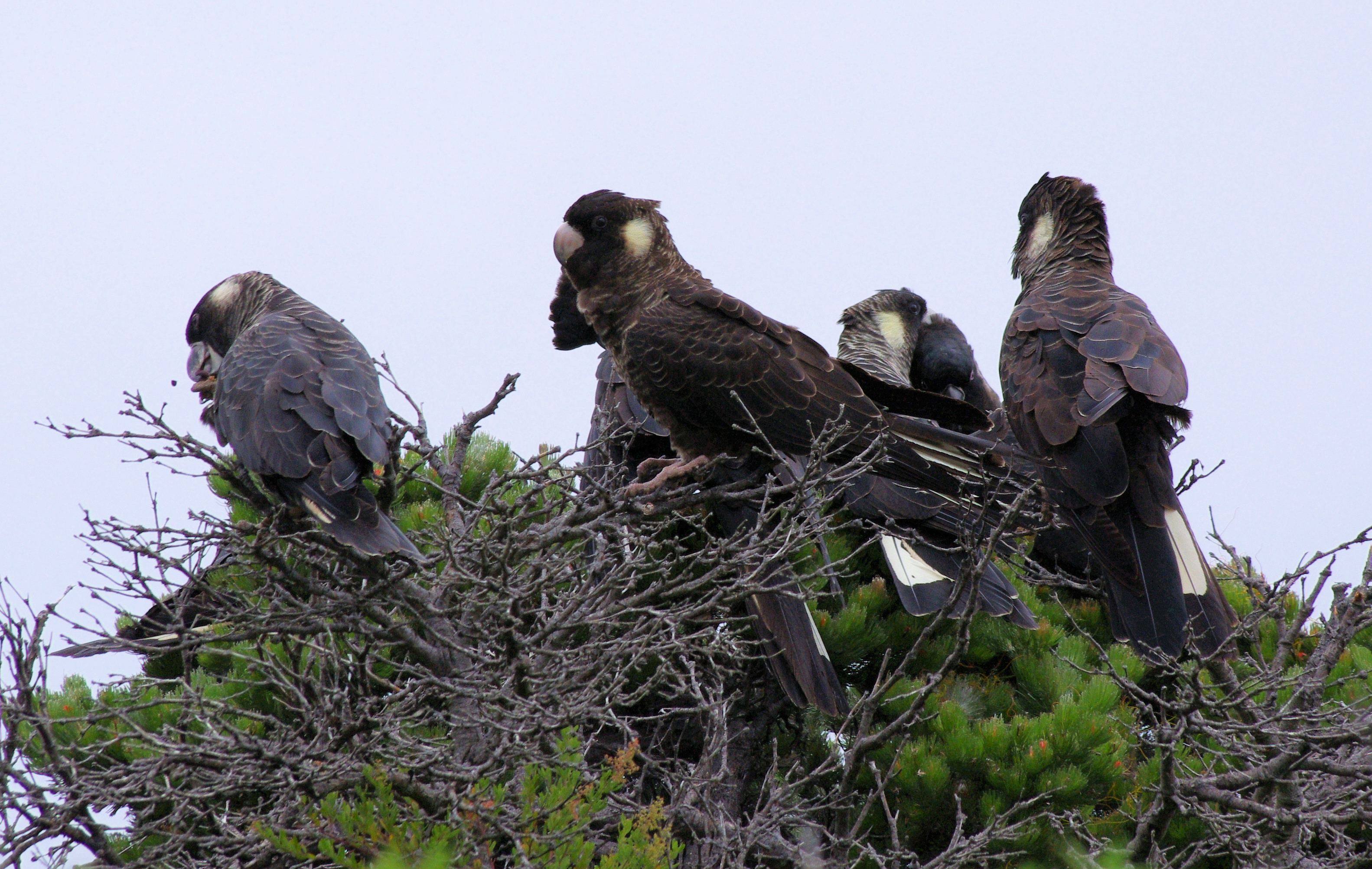
As cacatuas-negras-de-carnaby formam grupos maiores fora da época de reprodução.

A cacatua-negra-de-carnaby é encontrada em uma ampla faixa do sudoeste da Austrália, principalmente na região de Cinturão do Trigo, em locais que recebem mais de 300 mm de chuva por ano. Os limites de sua área de distribuição incluem o Parque Nacional de Cape Arid [en] a leste, Lake Cronin, Hatters Hill e Lake Moore no interior, e Kalbarri ao norte. A reprodução ocorre em áreas que recebem de 350 a 700 mm de chuva por ano, de Cordilheira Stirling a Three Springs, bem como ao redor de Bunbury. Os pares de cacatuas formam bandos fora da época de reprodução, afastando-se das áreas de nidificação. A cacatua-negra-de-carnaby é sedentária nas partes mais úmidas de sua área de distribuição e migratória nas áreas mais secas, à medida que as aves se deslocam para o sul e para o oeste em direção à costa no verão.
A cacatua-negra-de-carnaby é encontrada em florestas de eucalipto, mais comumente de  Eucalyptus wandoo ou  Eucalyptus salmonophloia. Ela também pode ser encontrada nas proximidades de plantações de pinheiros e planícies de areia com abundantes arbustos de Hakea, Banksia e Grevillea.

## Comportamento
A cacatua-negra-de-carnaby se comunica por meio de exibições auditivas e visuais. A voz é geralmente barulhenta, com vários chamados; o mais alto e mais frequente é um wy-lah lamentoso, que é pronunciado por ambos os sexos e frequentemente ouvido antes que as aves sejam vistas. Geralmente, há um intervalo de 0,4 segundos antes que o chamado seja repetido. Esse chamado é feito por aves em voo, antes de decolar e retornar ao ninho. As aves que não estão voando podem responder com esse chamado quando o ouvem. O canto geralmente é encurtado ou cortado em três quartos do caminho quando a ave decola. O chamado varia entre os indivíduos, e os filhotes mais velhos conseguem distinguir o chamado dos pais. Saunders rotulou uma variante do wy-lah como o chamado interrogativo - ele é prolongado e termina com uma inflexão. Os pássaros geralmente emitem um chamado suave de chuck quando estão sozinhos. As fêmeas emitem um chamado de assobio composto de duas notas de volume variável quando estão empoleiradas ou prestes a decolar. Elas também emitem uma versão mais suave com 0,6 segundos de duração, bem como um assobio longo de uma única nota quando estão sozinhas. O macho emite um som suave de wy-lah em situações semelhantes. Os pássaros também podem emitir um som de alarme estridente quando percebem que algo está fora do lugar. Eles grasnam alto em disputas com sua própria espécie, quando outros animais entram no território de reprodução ou quando são manuseados por pessoas em cativeiro. Os machos podem emitir um guincho áspero e tagarela quando estão discutindo com outros machos.
Os machos fazem dois chamados que são direcionados às fêmeas, às vezes como um prelúdio para o acasalamento. Um deles é uma sequência de guinchos curtos; o outro é composto de notas ah consecutivas com 0,1 segundo entre cada nota. Esses chamados podem ser breves ou durar até vários minutos. Os filhotes fazem um chamado barulhento de súplica quando estão procurando ou esperando comida. Uma fêmea adulta também pode fazer o chamado durante a incubação dos ovos. Os pássaros imaturos também emitem um grito de grunhido não associado a pedidos que os pais ignoram.
A cacatua-negra-de-carnaby voa com batidas de asa profundas e lentas, o que lhe dá um movimento ondulatório. Ela também pode planar por longos períodos com as asas mantidas para baixo. Os bandos geralmente voam em altura, descendo até as copas das árvores para se alimentar ou se empoleirar. As aves podem ser ágeis, manobrando rapidamente se assustadas ou perturbadas. Em contraste, elas caminham desajeitadamente no chão.
Anteriormente, a idade máxima registrada a partir de anilhagem era de 25 anos e 10,8 meses para uma ave anilhada em novembro de 1988 em Coomallo Creek e encontrada em um campo a 5 km de distância em Tootbardie em outubro de 2014. No entanto, em outubro de 2021, descobriu-se que um indivíduo macho estava vivo e ainda fazia ninhos aos 35 anos de idade, tendo sido marcado pela primeira vez em 1986. A ave foi descoberta a 6 km de onde havia sido originalmente marcada.

### Reprodução
As cacatuas-negras-de-carnaby começam a se reproduzir a partir dos quatro anos de idade e se acasalam para o resto da vida. As florestas maduras de Eucalyptus wandoo ou Eucalyptus salmonophloia fornecem um importante habitat de reprodução para as cacatuas, pois elas precisam de grandes buracos em árvores altas. Os ninhos geralmente estão localizados a cerca de 5,7 metros acima do solo e espaçados a 174 metros de distância um do outro, em média. Há competição por buracos de ninhos com a catatua-ocidental (Cacatua pastinator), a cacatua-galah (Eolophus roseicapilla) e a abelha-europeia (Apis mellifera). A cacatua-galah procura buracos em qualquer época do ano, ao contrário da cacatua-negra-de-carnaby, que só procura antes da reprodução. Os pares acasalados retornam a um local de reprodução no final do inverno e começam a se preparar para procriar, com a fêmea escolhendo uma cavidade adequada em uma árvore. Ela se torna altamente territorial, expulsando outras fêmeas das proximidades do ninho. Depois que um incêndio florestal queimou grande parte do habitat de reprodução da espécie em 2009, os oficiais locais de vida selvagem do Departamento de Parques e Vida Selvagem da Austrália Ocidental construíram cavidades artificiais para reprodução. Após alguns experimentos realizados pelas autoridades, a taxa de sobrevivência dos filhotes nessas cavidades aumentou para 75%.
A estação de reprodução vai do final do inverno ao verão. A fêmea põe uma ninhada de um ou dois ovos brancos, com o segundo ovo posto oito dias após o primeiro. Um ovo é geralmente maior em uma ninhada de dois ovos e não difere em tamanho do ovo de uma ninhada de um ovo. Ele varia de 44 a 54 milímetros de comprimento e 32 a 41 milímetros de diâmetro. O segundo ovo é cerca de 3 mm mais curto. Calcula-se que o ovo pese cerca de 33 g, o que equivale a 5% do peso da fêmea adulta. A fêmea incuba os ovos sozinha em um período de 28 a 29 dias. Os ovos eclodem de forma assíncrona, com o segundo eclodindo oito dias após o primeiro. O segundo filhote geralmente morre nos dois primeiros dias de vida; apenas um pequeno número de filhotes chega ao estágio de aprender a voar. Os filhotes recém-nascidos são cobertos por uma penugem amarela pálida e são cegos. Eles podem se sentar, mas são indefesos. Na terceira semana, seus olhos começam a se abrir e eles têm uma cor acinzentada, pois as penas pretas começam a aparecer sob a penugem. Na quinta semana, a penugem já desapareceu em grande parte e as penas pretas e a mancha pálida na bochecha são proeminentes. As fêmeas jovens têm uma mancha mais branca nas bochechas a partir dessa idade. Os filhotes geralmente são alimentados por ambos os pais, e os filhotes aprendem a voar de dez a onze semanas após a eclosão. Os filhotes geralmente permanecem na companhia dos pais pelo menos até a próxima estação reprodutiva ou até mais. A família deixa as proximidades do ninho até retornar para procriar na estação seguinte.

### Alimentação

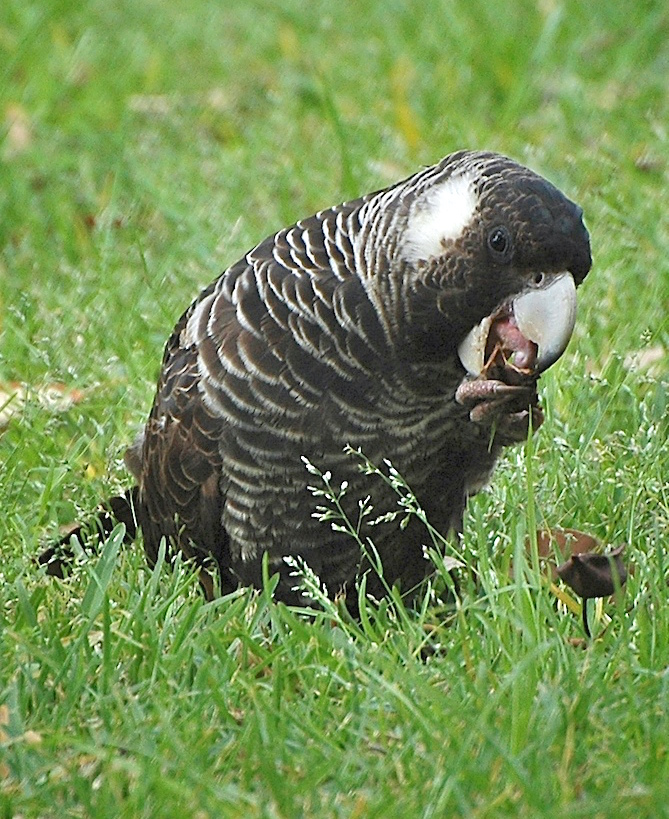
Fêmea se alimentando no Kings Park.

A cacatua se alimenta principalmente de sementes de plantas da família Proteaceae, como Banksia, Hakea e Grevillea, e secundariamente de sementes de plantas da família Myrtaceae, como Eucalyptus e Corymbia. Mais de cinquenta espécies de plantas nativas são comumente usadas como alimento, seja como sementes ou flores, e isso inclui a Allocasuarina fraseriana [en], a Acacia saligna e a  Xanthorrhoea preissii. Normalmente, as cacatuas-negras-de-carnaby sentam-se nas copas das árvores para quebrar as vagens ou cones das sementes. Primeiro, o pássaro mastiga o caule que segura o item antes de segurá-lo com o pé, arrancar pedaços e extrair a semente. Os pássaros também podem se mover ao longo dos galhos quebrando os caules aleatoriamente. Ocasionalmente, elas procuram sementes e frutos caídos no chão. Essa cacatua atua como agente de controle biológico, comendo as larvas de invertebrados, como insetos xilófagos e mariposas de plantas raras.
A Planície Costeira de Swan, ao norte de Perth, tornou-se uma importante área de alimentação. Lá, as cacatuas também forrageiam nas plantações de pinheiros de Gnangara, onde se alimentam das sementes de Pinus radiata e pinheiro-bravo (Pinus pinaster). As cacatuas-negras-de-carnaby passaram a depender dessas plantações desde o início do século XX. Quase dois terços das cacatuas-negras-de-carnaby na Planície Costeira de Perth-Peel se empoleiram na plantação de pinheiros da região de Gnangara-Pinjar. Outras plantas não nativas que as aves também consomem incluem espécies de Erodium, sementes de Rumex hypogaeus [en], o fruto da árvore Schefflera actinophylla, sementes de Liquidambar styraciflua, girassol (Helianthus annuus), jacarandá-mimoso (Jacaranda mimosifolia), amendoeira (Prunus amygdalus), Romulea rosea [en], Melia azedarach e flores de hibisco.
Quando não está se reproduzindo, a cacatua-negra-de-carnaby forrageia em terrenos que variam de 17 a 276 quilômetros quadrados ao redor dos locais de pouso, embora os movimentos diários sejam geralmente curtos, com as aves viajando uma média de 5,4 quilômetros do local de pouso durante a manhã e 5,5 quilômetros à tarde.

## Predadores e parasitas
A águia-audaz (Aquila audax) mata as cacatuas-negras-de-carnaby esporadicamente e é o único predador natural da cacatua adulta. A cacatua-negra-de-carnaby é ocasionalmente parasitada pela espécie Franciscoloa funerei. Em cativeiro, ela também é suscetível a nematódeos do gênero Ascaris se estiver em uma gaiola com piso de terra aberto.

## Status de conservação
A cacatua é reconhecida como em perigo de extinção de acordo com a Lei federal de Proteção Ambiental e Conservação da Biodiversidade de 1999 (Environment Protection and Biodiversity Conservation Act 1999), e como “fauna rara ou com probabilidade de extinção” do Cronograma 1 pelo Aviso de Conservação da Vida Selvagem (Fauna Especialmente Protegida) da Austrália Ocidental de 2008(2), de acordo com a Lei de Conservação da Vida Selvagem de 1950. O tamanho da população da cacatua-negra-de-carnaby caiu mais de 50% em 45 anos, e até um terço de suas áreas tradicionais de reprodução no Cinturão do Trigo foi abandonado. A ave faz parte de um censo anual realizado todos os anos desde 2009 para acompanhar a mudança na população da cacatua-negra-de-carnaby e de outras cacatuas-negras. Em 2016, esse censo contou 10.919 cacatuas-negras-de-carnaby, indicando que a população havia diminuído em 50% na Planície Costeira de Perth-Peel desde 2010, caindo cerca de 10% a cada ano. Estima-se que a população total seja de 40.000 indivíduos.
As principais ameaças à cacatua incluem o desmatamento de seu habitat de alimentação e nidificação, a destruição de cavidades de nidificação (por exemplo, durante a coleta de lenha), a competição com outras espécies pelos locais de nidificação e a caça furtiva. Desde o estabelecimento da Colônia do Rio Swan, 56% de seu habitat foi desmatado, principalmente para a agricultura. Além disso, 54% de seu habitat na Planície Costeira de Swan, uma área importante fora da época de reprodução, foi perdido. Grande parte dessa área fica na região metropolitana de Perth, e a previsão é de que a população da cidade aumente 70% até 2050. O Governo do Estado da Austrália Ocidental produziu um Plano de Crescimento Verde para gerenciar essa expansão; os grupos de conservação estão preocupados com a possibilidade de a cacatua (juntamente com outras espécies) sofrer mais perdas de habitat. Em particular, a perda de plantações de pinheiros ao norte de Perth poderia comprometer o suprimento de alimentos da espécie. Em fevereiro de 2017, a WWF-Austrália e a BirdLife Australia [en] fizeram um apelo ao Ministro Federal do Meio Ambiente, Josh Frydenberg, para que interviesse e interrompesse a remoção contínua de pinheiros. A BirdLife International designou 13 locais (área importante para a preservação de aves) como sendo importantes especificamente para a cacatua-negra-de-carnaby. Esses locais são a Planície Costeira do Northern Swan, que abriga entre 4.600 e 15.000 aves fora da época de reprodução, a Cordilheira Stirling e 11 outros locais que abrigam entre 20 e 110 pares reprodutores de cacatuas-negras-de-carnaby.
A baixa taxa de reprodução e o longo período de imaturidade da espécie a tornam vulnerável a mudanças rápidas no ambiente, pois a resposta e a recuperação são lentas. Seu hábito de formar bandos a predispõe a surtos de doenças e eventos climáticos adversos localizados. Um provável surto de uma doença causou a morte de até 23 cacatuas fêmeas reprodutoras em Koobabbie em setembro-outubro de 2009, uma tempestade de granizo matou 68 indivíduos ao redor de Perth em 22 de março de 2010 e 145 morreram em uma onda de calor ao redor de Hopetoun quando as temperaturas atingiram 48 °C em 6 de janeiro de 2010. Prevê-se que os extremos de temperatura e clima no sudoeste da Austrália piorem com a mudança climática. As cacatuas-negras-de-carnaby foram levadas a hospitais veterinários com ferimentos traumáticos. Os veículos motorizados são um perigo, pois grande parte da vegetação útil para as cacatuas-negras-de-carnaby fica nas margens das estradas. As cacatuas voam para um espaço aberto ao deixar a vegetação, que geralmente fica sobre uma estrada e no caminho do tráfego em sentido contrário.
Como a maioria das espécies da ordem dos Psittaciformes, a cacatua-negra-de-carnaby é protegida pela Convenção sobre o Convenção sobre o Comércio Internacional das Espécies Silvestres Ameaçadas de Extinção (CITES) com sua colocação na lista do Apêndice II de espécies vulneráveis, o que torna ilegal a importação, exportação e comércio de animais selvagens capturados na lista.

## Obras citadas
- Christidis, Les; Boles, Walter E. (2008). Systematics and Taxonomy of Australian Birds. Canberra: CSIRO Publishing. ISBN 978-0-643-06511-6

- Forshaw, Joseph M. (2006). Parrots of the World; an Identification Guide. Ilustrado por Frank Knight. Princeton, New Jersey: Princeton University Press. ISBN 978-0-691-09251-5

- Gray, Jeannie; Fraser, Ian (2013). Australian Bird Names: A Complete Guide. Collingwood, Victoria: CSIRO Publishing. ISBN 978-0-643-10471-6

- Higgins, P.J. (1999). Handbook of Australian, New Zealand and Antarctic Birds. Volume 4: Parrots to Dollarbird. Melbourne, Victoria: Oxford University Press. ISBN 978-0-19-553071-1

- Lamont, Byron B. (1994). «Triangular Trophic Relationships in Mediterranean-climate Western Australia». In:  Arianoutsou-Faraggitaki, M.; Groves, R.H. Plant-Animal Interactions in Mediterranean-type Ecosystems. Col: Tasks for vegetation science. 31. New York: Springer Verlag. pp. 83–89. ISBN 978-94-010-4392-2. ISSN 0167-9406. doi:10.1007/978-94-011-0908-6_8